# Federação Académica do Porto
A Federação Académica do Porto (FAP), fundada em 1989, é composta por 27 associações de estudantes representando mais de 70.000 estudantes de várias instituições de Ensino Superior da Grande Área Metropolitana do Porto.
A Federação dedica os seus esforços em prol dos Estudantes do Porto e de Portugal. A sua presença é contínua e ativa na promoção de discussões e consciencialização sobre questões relacionadas com o Ensino Superior. A FAP participa ativamente em diversas reuniões locais e nacionais, destacando-se a sua representação no Encontro Nacional de Direções Associativas, onde contribui para a formulação de políticas e tomadas de posição relevantes para a comunidade estudantil portuguesa.

## História
A Federação Académica do Porto (FAP) foi fundada em 1989, surgindo como interlocutor representativo da maior Academia do país. Com a criação da FAP assistiu-se a uma nova fase na evolução do movimento associativo: a FAP assume-se como organismo coordenador do movimento estudantil, criando os meios para a união das diversas associações. O movimento associativo do Porto ampliou-se, gerou efeitos dinâmicos e conduziu a um contacto associativo regular e definido de forma extremamente positiva para a melhoria qualitativa do ensino Superior e da Sociedade.
A sede da Federação Académica do Porto situou-se inicialmente na Rua Miguel Bombarda, em edifício cedido pela Reitoria da Universidade do Porto, tendo-se transferido no ano de 1989 para instalações próprias na rua do Campo Alegre. A sede da Federação Académica do Porto situa-se actualmente na Rua do Campo Alegre, 627, integrado num dos principais pólos Universitários da Cidade e da Academia, sendo a sede da Federação originada num concurso promovido para estudantes de Arquitectura. Adicionalmente tem também as instalações do Pólo Zero, na baixa do Porto, espaço dedicado ao estudo, à cultura e aos movimentos associativos da cidade.

## Objectivos
A FAP actua em três áreas específicas (académica, política e social) e representa os quatro subsistemas de Ensino Superior existentes em Portugal: Universitário Público, Politécnico Público, Ensino Particular e Cooperativo e Ensino Concordatário.
Enquanto agente político, a FAP pretende salvaguardar os interesses daqueles que representa.
Enquanto promotora de inúmeras actividades culturais e desportivas, a FAP assume-se como um pólo dinamizador da vida da Academia do Porto mas também da própria Cidade do Porto e da sua Área Metropolitana. As dificuldades levantadas pela inexistência de um verdadeiro pólo universitário que conduzem a uma desarticulação das Instituições de Ensino Superior, tornam as actividades culturais e desportivas como o ponto de ligação da Cidade à Academia.

## Presidentes
- Janeiro de 2000 a Janeiro de 2002: Hugo Neto (FD-UCP)
- Janeiro de 2002 a Janeiro de 2004: Nuno Mendes (FDUP)
- Janeiro de 2004 a Janeiro de 2005: Nuno Reis (FMDUP)
- Janeiro de 2005 a Janeiro de 2006: Pedro Esteves (ISEP)
- Janeiro de 2006 a Janeiro de 2008: Pedro Barrias (FDUP)
- Janeiro de 2008 a Janeiro de 2009: Ivo Santos (ISEP)
- Janeiro de 2009 a Julho de 2009: Filipe Almeida (FEUP)
- Julho de 2009 a Janeiro de 2010: Ricardo Rocha (FMUP)
- Janeiro de 2010 a Janeiro de 2011: Ricardo Morgado (FDUP)
- Janeiro de 2011 a Dezembro de 2012: Luís Rebelo (FEUP)
- Janeiro de 2013 a Dezembro de 2014: Rúben Alves (ESTSP)
- Janeiro de 2015 a Dezembro de 2016: Daniel Freitas (FEUP)
- Janeiro de 2016 a Dezembro de 2017: Ana Luísa Pereira (ESS)
- Janeiro de 2017 a Dezembro de 2019: João Pedro Videira (ISEP)
- Janeiro de 2019 a Dezembro de 2020: Marcos Alves Teixeira (FFUP)
- Janeiro de 2019 a Dezembro de 2023: Ana Gabriela Cabilhas (FCNAUP)
- Janeiro de 2023 a Presente: Francisco Porto Fernandes (FEP)

## Órgãos Sociais

### Mesa da Assembleia Geral
A Mesa da Assembleia Geral é composta por um Presidente, um Vice-Presidente e um Secretário. A Assembleia Geral é o local onde as Associações de Estudantes Federadas discutem as linhas de acção a serem seguidas pela FAP.

### Conselho Fiscal
O Conselho Fiscal da FAP é o órgão fiscalizador da federação, em matéria financeira, sendo composto por um Presidente, um Relator e um Secretário.

### Direcção
A Direção é o órgão executivo da FAP, que define e coordena as actividades da FAP, de forma a cumprir as atribuições estatutariamente previstas, bem como as deliberações da Assembleia Geral. É composta por um Presidente, dois Vice-Presidentes, um Tesoureiro e 6 Vogais.

## Membros
A FAP é constituída por Associações de Estudantes (AAEE) de diversas Instituições de Ensino Superior da Área Metropolitana do Porto, oriundas de todos os sub-sistemas de Ensino Superior existentes em Portugal. Com 27 AAEE federadas, a FAP representa mais de 60 000 estudantes.

### AAEE Federadas
De Instituições de Ensino Superior Público Universitário
- Associação de Estudantes da Faculdade de Arquitectura da Universidade do Porto
- Associação de Estudantes da Faculdade de Belas Artes da Universidade do Porto
- Associação de Estudantes da Faculdade de Ciências da Universidade do Porto
- Associação de Estudantes da Faculdade de Ciências do Desporto e Educação Física da Universidade do Porto
- Associação de Estudantes da Faculdade de Ciências da Nutrição e Alimentação da Universidade do Porto
- Associação de Estudantes da Faculdade de Direito da Universidade do Porto
- Associação de Estudantes da Faculdade de Engenharia da Universidade do Porto
- Associação de Estudantes da Faculdade de Economia da Universidade do Porto
- Associação de Estudantes da Faculdade de Farmácia da Universidade do Porto
- Associação de Estudantes da Faculdade de Letras da Universidade do Porto
- *Associação de Estudantes da Faculdade de Medicina da Universidade do Porto
- Associação de Estudantes da Faculdade de Medicina Dentária da Universidade do Porto
- Associação de Estudantes da Faculdade de Psicologia e Ciências da Educação da Universidade do Porto
- Associação de Estudantes do Instituto de Ciências Biomédicas Abel Salazar da Universidade do Porto

De Instituições de Ensino Superior Público Politécnico
- Associação de Estudantes da Escola Superior de Educação do Porto
- Associação de Estudantes da Escola Superior de Estudos Industriais e de Gestão
- Associação de Estudantes do Instituto Superior de Contabilidade e Administração do Porto
- Associação de Estudantes do Instituto Superior de Engenharia do Porto
- Associação de Estudantes da Escola Superior de Tecnologia da Saúde do Porto
- Associação de Estudantes da Escola Superior Enfermagem do Porto

De Instituições de Ensino Superior Privado Universitário
- Associação Académica da Universidade Lusíada do Porto
- Associação de Estudantes do Instituto Superior de Serviço Social do Porto
- Associação de Estudantes da Universidade Portucalense
- Associação de Estudantes da Universidade Lusófona do Porto
- Associação de Estudantes da Universidade Fernando Pessoa
- Associação de Estudantes do Instituto Universitário da Maia

De Instituições de Ensino Superior Concordatário
- Associação de Estudantes da Escola Superior de Biotecnologia da Universidade Católica Portuguesa
- Associação de Estudantes da Faculdade Economia e Gestão da Universidade Católica Portuguesa
- Associação de Estudantes da Faculdade Direito da Universidade Católica Portuguesa
- Associação de Estudantes da Faculdade de Teologia da Universidade Católica do Porto